# みちづれ (井上純一の曲)
「みちづれ」は、1976年7月1日に日本コロムビアから発売された井上純一の3枚目のシングルである。

## 概要
2022年3月時点、未CD化。

## 収録曲
A面
1. みちづれ [3:37]
作詞:藤公之介/作曲:井上忠夫/編曲:萩田光雄

B面
1. 裏通り [3:36]
作詞:山川啓介/作曲:芳野藤丸/編曲:大谷和夫